# Karin Broos
Melinda Karin Marianne Hemer Broos, född Hemer 3 juli 1950 i Uppsala, är en svensk målare och tecknare.

## Biografi
Karin Hemer Broos föddes i Uppsala men växte upp i Linköping och Malmö som dotter till fil. dr Ove Hemer (1916-1998), lärarhögskolelektor i matematik, och Sigrid Hemer (född Markström; 1917-2001), som var lärare. Efter en orolig skoltid drömde hon om att bli modetecknare, reste ut i Europa och mötte i Nederländerna sin blivande make Marc Broos. Hon studerade så vid AKV St. Joost (Dutch Akademie voor Kunst en Vormgeving St. Joost) i Breda och Kungliga Nederländska Konstakademien (Koninklijke Academie Voor Beeldende Kunst) i S'Hertogenbosch i Holland 1970-1975. Därefter flyttade paret Broos till Hagfors i Värmland, landskapet där de sedan dess har blivit kvar och som utgjort underlag för merparten av Karin Boos konstnärskap.
De driver sedan 1998, med avbrott för åren 2010-2013, kulturgården Alma Löv Museum vid nuvarande bostaden i en gammal skola vid sjön Fryken i Smedsby, Östra Ämtervik. De har tre döttrar. Forskaren och musikern Sissela Broos,  filmaren Sara Broos, som 2011 gjorde konstfilmen Shooting Star med bilder från moderns liv och musik av Sissela Broos och 2015 gjorde dokumentärfilmen Speglingar om modern och mor-dotter-relationen med premiär på Göteborgs filmfestival 2016, till vilken Karin Broos även gjort årets festivalaffisch. Stella Broos är ansvarig för Alma Löv Museum.
Broos fick ett nationellt genombrott med sin utställning på Kristinehamns konstmuseum hösten 2008 och Galleri Christian Larsen utställning med konstnären i januari 2009. Hon var under 2011 bland annat aktuell med en större separat utställning på Borås konstmuseum.
Karin Broos var sommarpratare i Sommar i P1 2011 och berättade där och i boken Speglingar om sina många traumatiska upplevelser i det sena 1970-talet med bland annat egen cancersjukdom, systerns död efter lång sjukdom, sin egen dödfödsel, bästa väninnan som blev mördad, saker som satt djupa spår i hennes liv. 2013 medverkade hon även i Sveriges Televisions Sommarpratarna. 2011-2012 drabbades hon av plötslig näthinneavlossning med risk för blindhet och synproblem, men har ändå kunnat fortsätta måla.
Karin Broos är syster till konstnären Barbro Hemer och författaren Oscar Hemer.

## Konstnärskap
Karin Broos är mest känd för sina målningar med motiv kretsande kring hemmet, ateljén och naturen i Värmland, men hon är också tecknare och grafiker. Personerna i målningarna befinner sig många gånger i tomma och tysta miljöer, vända bort från betraktaren och förefaller alienerade varandra med en närmast Edward Hopper-liknande dramaturgi. Vad hände innan och efter det fångade ögonblicket?
I kroppspositioner och blickar antyds en anspänning; under ytan döljer sig konflikter och mörka stämningar. Naturen och miljön framstår ofta som hotande. Det kan vara vattnets speglingar som döljer något under ytan, trädgränsens kompakta mörker längs horisonten eller de långa skuggorna som kastas på bryggan, detaljer som gåtfullt låter betraktaren ana en disharmoni. Samtidigt kan målningarna uppfattas som helt vanliga minnesbilder från vardagen, utan konflikter eller det hotfulla, bara situationer som de föreföll sig och som kanske snarare är fridfulla och rymmer ett sinneslugn.
Broos har en förmåga att hitta motiv och situationer från vardagen och sin omgivning som är känslomässigt laddade och som äger en stark metaforik. Genom att använda fotografiet som underlag och förlaga och upprepa motiven i serier utforskar Broos skillnaderna mellan fotografi och måleri och leder tankarna till fotorealism. Hennes sätt att gestalta omgivningen för tankarna till en skandinavisk måleritradition och namn som Anders Zorn, Carl Larsson, Vilhelm Hammershøi och P.S. Krøyer, liksom till Ola Billgrens förskjutna blickpunkter och annorlunda perspektiv.
Broos är representerad bland annat vid Moderna museet, Värmlands museum, Örebro läns museum, Ystads konstmuseum, Dalarnas museum, Eksjö museum, Statens konstråd, Stockholms stad, Arvika kommun, Torsby kommun, Kristinehamns kommun, Hagfors kommun och Örebro läns landsting.
Bland utställningar återfinns Falköpings museum (1988), Värmlands museum (1990) Moss konsthall, Norge (1990), Hässelby slott (1990), Centre Culturel Suédois i Paris (1991), Konst hall Krabbedans Eindhoven, Nederländerna (1991), Galleri Jansen Bäumler, Amsterdam (1991), Galleri Stolta Stad, Stockholm (1992), Ystads Konstmuseum (1992), Liljevalchs konsthall (1993), Stockholm Art Fair (1993), Riga, Liepaja, Jelgava, Lesis, Lettland (1994), Kristinehamns konstmuseum (2008), Christian Larsens Galleri (2009, 2011), Borås konstmuseum, Sven-Harrys konstmuseum, Värmlands museum (2011), Prins Eugens Waldemarsudde (2015) 2018 Swedish American Museum Chicago 2018 House of Sweden Washington  2017 ASI American Swedish Institute Minneapolis USA https://www.asimn.org/exhibitions-collections/exhibitions/still-life-karin-broos-exhibition

## Priser och utmärkelser
- H.M. Konungens medalj i guld av 5:e storleken (2019) för betydande insatser som bildkonstnär.[14]
- 2007 – Nya Wermlands-Tidningens Kulturpris
- 2020 - Renborgs kulturpris[15]